# Sven Bender
Sven Bender (* 27. dubna 1989 Rosenheim) je bývalý německý profesionální fotbalista, který hrával na pozici defenzivního záložníka. Svoji hráčskou kariéru ukončil v létě 2021 v Bayeru Leverkusen. Mezi lety 2011 a 2013 odehrál také 7 utkání v dresu německé reprezentace.
Jeho dvojče, bratr Lars Bender, hrál taktéž profesionální fotbal.

## Klubová kariéra

### Borussia Dortmund
První zápas za Borussii Dortmund a debut v 1. Bundeslize odehrál 19. září 2009 na hřišti Hannoveru 96. Odehrál celý zápas, který skončil remízou 1:1.
V sezóně 2010/11 získal s Borussií bundesligový titul, jenž následně se spoluhráči obhájil v sezóně 2011/12. V tomto ročníku navíc vyhrál i DFB Pokal, ve finále Dortmund porazil Bayern Mnichov 5:2.
11. května 2013 ve 33. kole Bundesligy 2012/13 přispěl gólem k remíze 3:3 s Wolfsburgem. S Dortmundem se představil 25. května 2013 ve Wembley ve finále Ligy mistrů 2012/13 proti věčnému rivalovi Bayernu Mnichov, Borussia však nejprestižnější evropský pohár nezískala, podlehla Bayernu 1:2.
27. července 2013 na začátku sezóny 2013/14 odehrál utkání DFL-Supercupu (německý fotbalový Superpohár) proti Bayernu Mnichov na domácím stadionu Signal Iduna Park, Borussia vyhrála 4:2 a získala trofej.
Před sezonou 2014/15 vyhrál s Borussií opět DFL-Supercup proti Bayernu Mnichov (výhra 2:0).

## Reprezentační kariéra
V roce 2009 byl součástí německé reprezentace do 19 let. Byl u vítězství Německa na mistrovství Evropy do 19 let v roce 2008 v České republice, kde mladí Němci porazili ve finále Itálii 3:1 a získali zlaté medaile.
Zúčastnil se LOH 2016 v brazilském Rio de Janeiru, kde Němci získali stříbrné medaile.
Za německou seniorskou reprezentaci debutoval 29. března 2011 v přátelském zápase v Mönchengladbachu proti národnímu týmu Austrálie, Německo zápas prohrálo 1:2.

## Úspěchy
Zdroj:

### Klubové
Borussia Dortmund
- Německá fotbalová Bundesliga – 1. místo (2010/11, 2011/12)
- DFB-Pokal – 1. místo (2011/12)
- DFL-Supercup – 1. místo (2013, 2014)[7][8]

### Reprezentační
Německo U19
- Mistrovství Evropy U19 – 1. místo (2008)

Německo U23
- Letní olympijské hry – 2. místo (2016)

### Individuální
- Medaile Fritze-Waltera – 3. místo (2006)